# Шеффилд (футбольный клуб)
«Шеффилд» (англ. Sheffield Football Club) — английский футбольный клуб из одноимённого города. Наиболее известен тем, что является самым старым клубом в мире из ныне существующих, он был основан в 1857 году. Прозвище команды — «Клуб» (англ. The Club).
В настоящее время выступает в восьмом по значимости дивизионе Англии — Первом южном дивизионе Северной Премьер-лиги.

## Из истории клуба
Клуб был основан Натаниэлом Кресвиком и Уильямом Престом на базе шеффилдского крикетного клуба.
На звание старейшего футбольного клуба мира претендовали и другие, в частности, «Кембридж Юниверсити», но ФИФА официально признала старейшим именно «Шеффилд».
26 декабря 1860 года между «Шеффилдом» и «Хэлламом» был сыгран первый в мировой истории футбольный матч между клубными командами.
За «Шеффилд» выступали 3 футболиста, игравшие в сборной Англии — Чарльз Клегг (1872, первый в истории международный матч сборных с командой Шотландии), Джон Оуэн (1874) и Джон Хадсон (1883). Каждый из них провёл лишь по 1 матчу за сборную. Сэр Чарльз Клегг (1850—1937) впоследствии был председателем (1890—1937) и президентом (1923—1937) Футбольной ассоциации Англии. 47 лет на посту председателя являются рекордом продолжительности пребывания на этом посту. Именно при председательстве Клегга Англия стала членом ФИФА в 1905 году.
В 2004 году, в год столетия ФИФА, «Шеффилд» был награждён Орденом достоинства ФИФА (англ. FIFA Order of Merit). Кроме «Шеффилда» лишь один клуб был удостоен этой высокой награды — «Реал Мадрид». Тогда же этим орденом был награждён и город Шеффилд.
Почётными членами фан-клуба «Шеффилда» являются Зепп Блаттер и Свен-Ёран Эрикссон.

### Торжества в честь 150-летия клуба
Планировалось, что в честь 150-летия клуба в гости к «Шеффилду» приедет мадридский «Реал», однако планы изменились, и в ноябре 2007 года «Шеффилд» принял миланский «Интер». Матч прошёл на стадионе «Брэмолл Лейн» в Шеффилде — старейшем действующем стадионе мира, открытом в 1855 году. Сейчас этот стадион принадлежит клубу «Шеффилд Юнайтед», а «Шеффилд» выступал на нём некоторое время ещё в XIX веке. Почётным гостем на матче с «Интером» был легендарный Пеле. «Шеффилд» в присутствии 19 000 болельщиков уступил итальянскому клубу, в составе которого выступали такие игроки как чемпион мира Марко Матерацци и юный Марио Балотелли, со счётом 2:5. В составе хозяев отличились Стюарт Копнелл и Роб Уорд. После матча состоялись служба в церкви и торжественный обед.
В том же 2007 году в честь своего 150-летия «Шеффилд» был включён в Зал славы английского футбола в специальной категории.
На этом празднования 150-летия клуба не завершились: 13 апреля 2008 года «Шеффилд» на том же стадионе «Брэмолл Лейн» в присутствии 5000 зрителей принимал амстердамский «Аякс» и сумел выиграть со счётом 2:0.

## Тур по России (2019)
Летом 2019 года «Шеффилд» отправился в тур по России, в котором на стадионах Москвы и Подмосковья сыграл три  матча с московскими профессиональными клубами из второго и третьего дивизиона, а также провёл игру с санкт-петербургской любительской командой ФК КФ. Все игры «Шеффилд» проиграл: 22 июня — московскому «Торпедо» со счётом 0:5, 26 июня — «Чертаново» со счётом 0:7, 27 июня — ФК КФ со счётом 1:2, 29 июня — «Казанке» со счётом 1:9.

## Стадион
Домашним стадионом клуба с 2001 года является BT Local Business Stadium (до 7 сентября 2009 года носивший название Coach and Horses Ground и сменивший его в связи с появлением нового спонсора). Стадион находится в Дронфилде, пригороде Шеффилда, и вмещает 1200 зрителей. До покупки в 2001 году этого стадиона ФК «Шеффилд» за всю 150-летнюю историю не имел собственной домашней арены. До того, как стадион был куплен ФК «Шеффилд», на нём выступали команды местного паба. При этом «Шеффилд» приобрёл не только сам стадион, но и прилегающий к нему паб.

## Достижения
- FA Amateur Cup
  - Обладатель — 1903/04

- FA Vase
  - 2-е место — 1976/77

- Лига Йоркшира (2-й дивизион)
  - Чемпион — 1976/77

- Кубок лиги Йоркшира
  - Обладатель — 1977/78

- Whitbread Trophy
  - Чемпион — 1987/88

- Восточная футбольная лига северных графств (премьер дивизион)
  - 2-е место — 2006/07

- Восточная футбольная лига северных графств (1-й дивизион)
  - Чемпион (2) — 1988/89, 1990/91

- Кубок Восточной футбольной лиги северных графств
  - Обладатель (2) — 2000/01, 2004/05
  - Финалист (2) — 2002/03, 2005/06

- Sheffield and Hallamshire Senior Cup
  - Обладатель (4) — 1993/94, 2004/05, 2005/06, 2007/08, 2009/10